# Chiesa di Sant'Antonio (Gessopalena)
La chiesa di Sant'Antonio o chiesa dei Tozzi è una chiesa di Gessopalena, in provincia di Chieti. Si affaccia su via Castello, che sale alla sommità del borgo medievale, e attualmente si trova in stato di abbandono e degrado.

## Storia
L'edificio risale alla seconda metà dell'ottocento quando fu fatto realizzare dai Tozzi accanto al proprio palazzo sul sito di una preesistente chiesa di Sant'Antonio.
La chiesa è stata in parte risparmiata dai dalle distruzioni dei nazisti, arrecate a Gessopalena durante la guerra, ma il palazzo è oggi semi-distrutto. Usata saltuariamente sino ai primi anni 2000, l'ingresso è stato poi murato per evitare vandalismi.

## Descrizione
La facciata è realizzata in pietra calcarea in conci lavorati e muratura lavorata a bugnato. A coronamento della facciata vi è un timpano triangolare che imita la sottostante trabeazione con architrave e cornice dentellata. Il portale presenta degli stipiti ed un architrave sovrastati da una cornice dentellata. Il prospetto laterale è più povero rispetto alla facciata. L'interno è ad impianto ad aula.